# Stračka

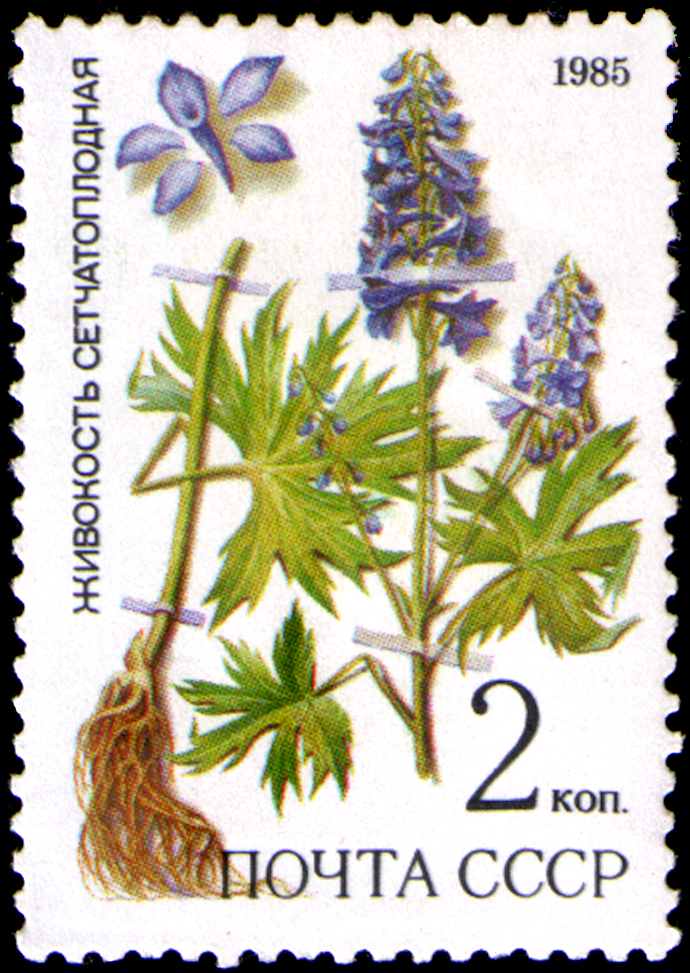
Stračka Delphinium dictyocarpum na sovětské poštovní známce

Stračka (Delphinium) je rod rostlin z čeledi pryskyřníkovité. Jsou to převážně vytrvalé byliny s dlanitě laločnatými střídavými listy a dvoustranně souměrnými květy v hroznovitých květenstvích. Plodem je souplodí měchýřků. Rod zahrnuje asi 350 druhů. Je rozšířen v mírném pásu severní polokoule a v tropické Africe. Stračky jsou pěstovány jako okrasné zahradní trvalky a skalničky. Jsou to jedovaté rostliny a občas bývají příčinami otrav dobytka. Některé druhy mají význam v tradiční indické medicíně.

## Popis
Stračky jsou vytrvalé nebo výjimečně dvouleté či jednoleté byliny s přímou, vystoupavou nebo zkrácenou, jednoduchou nebo větvenou lodyhou. Listy jsou přízemní a/nebo lodyžní, řapíkaté, s dlanitě laločnatou, v obrysu okrouhlou, pětihrannou nebo ledvinitou čepelí. Lodyžní listy bývají střídavé a menší než přízemní. Květy jsou modré, fialové, bílé, žluté nebo červené, oboupohlavné, dvoustranně souměrné, ve vrcholovém, hroznovitém nebo chocholičnatém květenství, někdy i jednotlivé. Kalich je pětičetný, barevný a víceméně nahrazuje korunu. Horní lístek je ostruhatý, postranní a spodní jsou vejčité až eliptické. Koruna je zmenšená, složená ze dvou volných, přisedlých, ostruhatých lístků, nacházejících se ve středu květu a doplněných dvěma petaloidními staminodii (v některých zdrojích jsou interpretována jako spodní korunní lístky). Tyčinek je mnoho (až 40). Gyneceum je apokarpní, složené většinou ze 3 nebo řidčeji z více (až 10) plodolistů se zřetelně vyvinutou čnělkou a mnoha vajíčky.
Plodem je souplodí přisedlých, prohnutě válcovitých, na konci zobanitých měchýřků. Semena jsou tmavě hnědá až černá, vlivem přítomnosti vzduchových komůrek v osemení ale často mají bělavý vzhled. Často mají hrubý povrch.

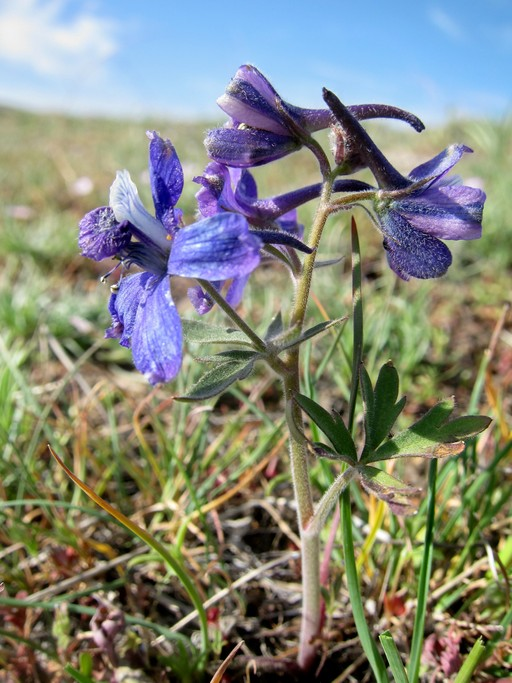
Drobný druh D. depauperatum
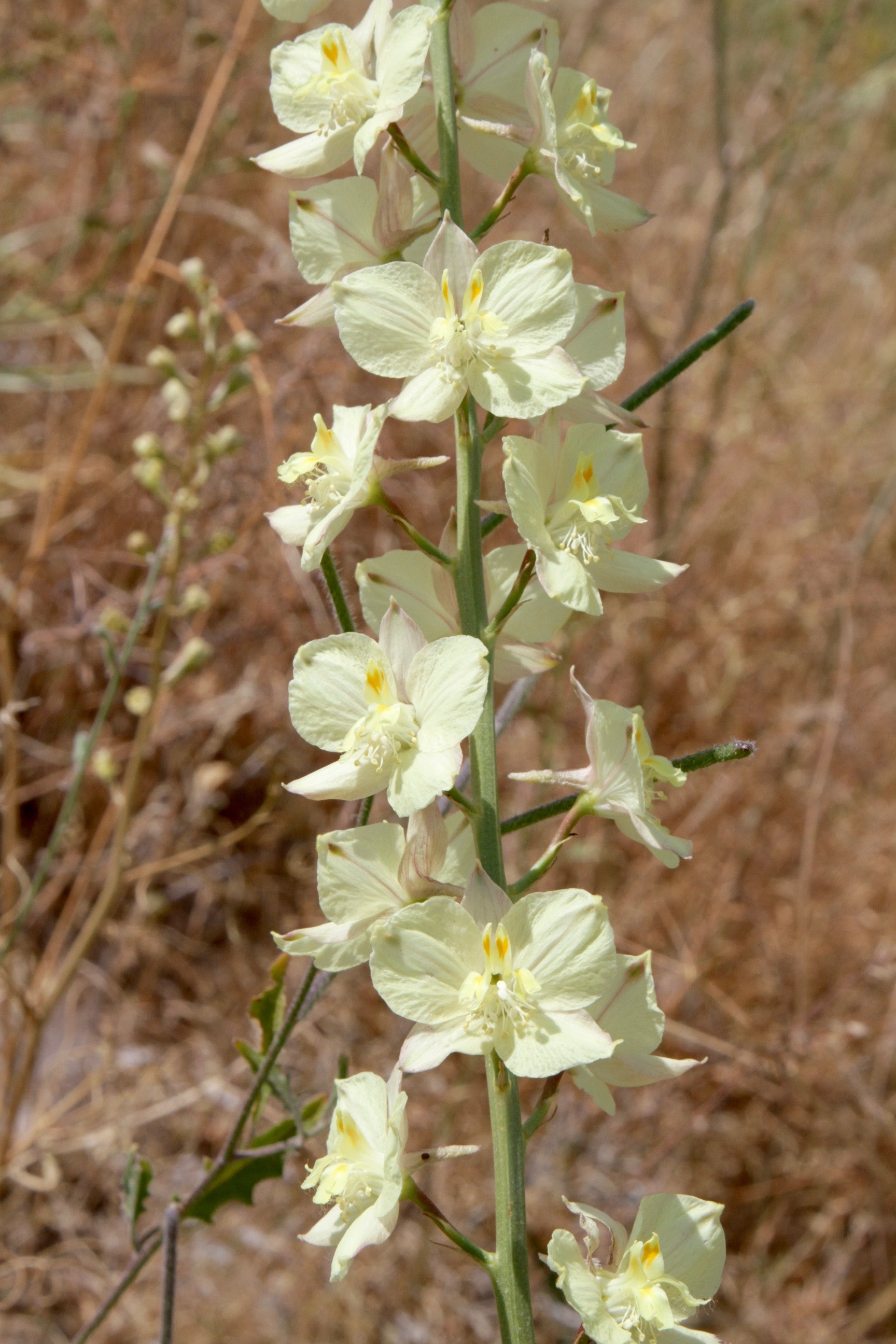
D. semibarbatum s bílými květy
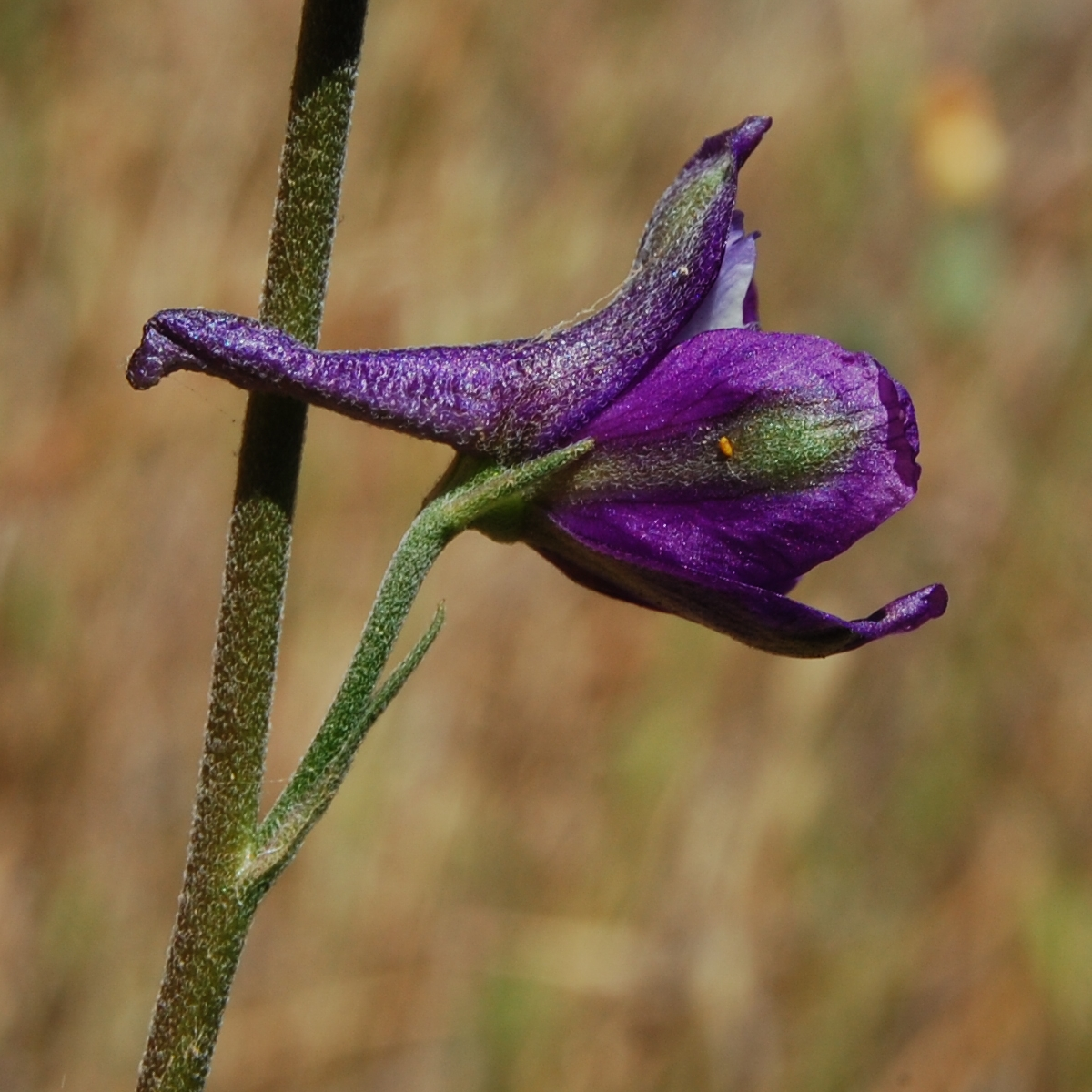
Detail květu D. patens
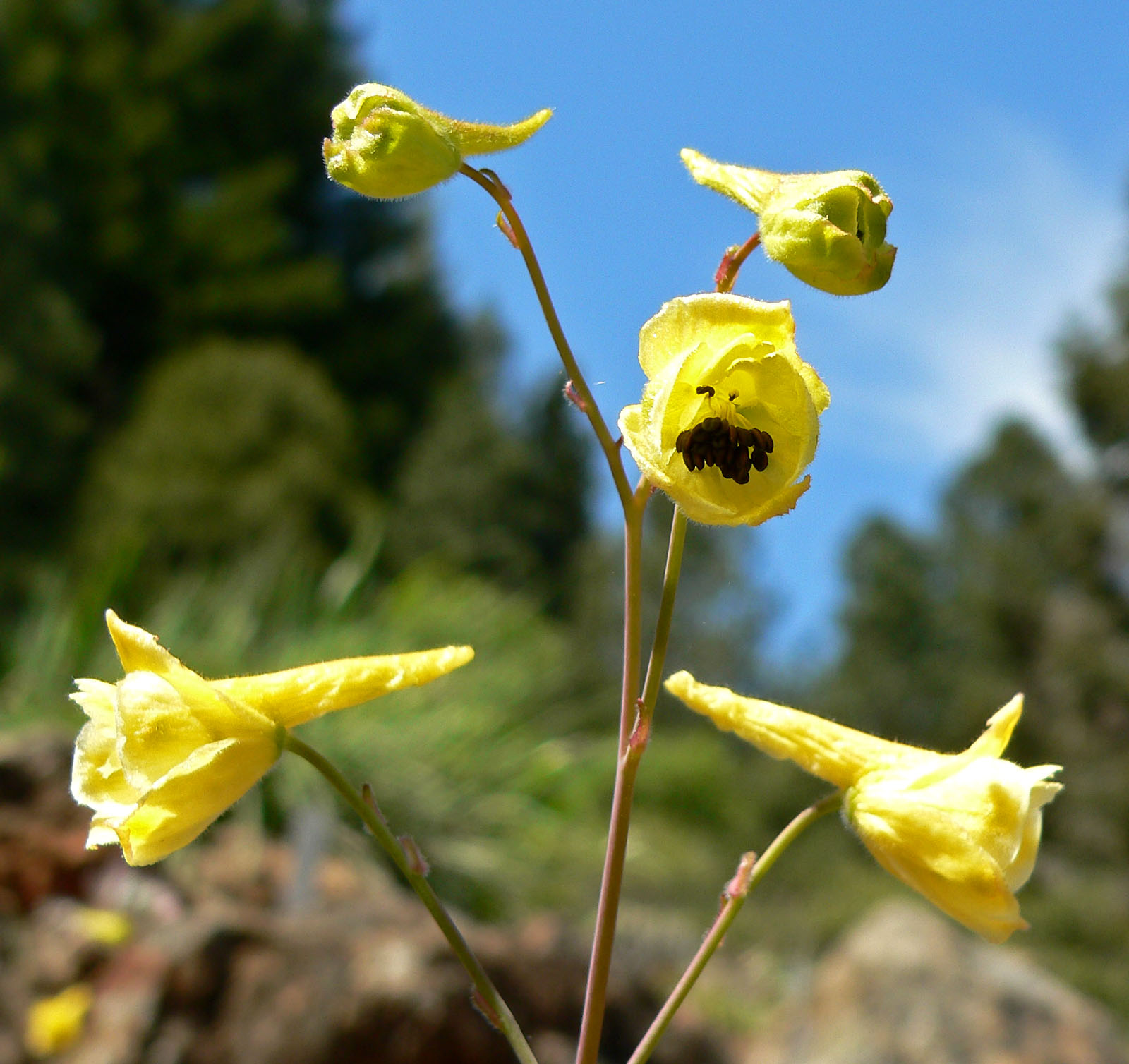
Žlutokvětý druh D. luteum
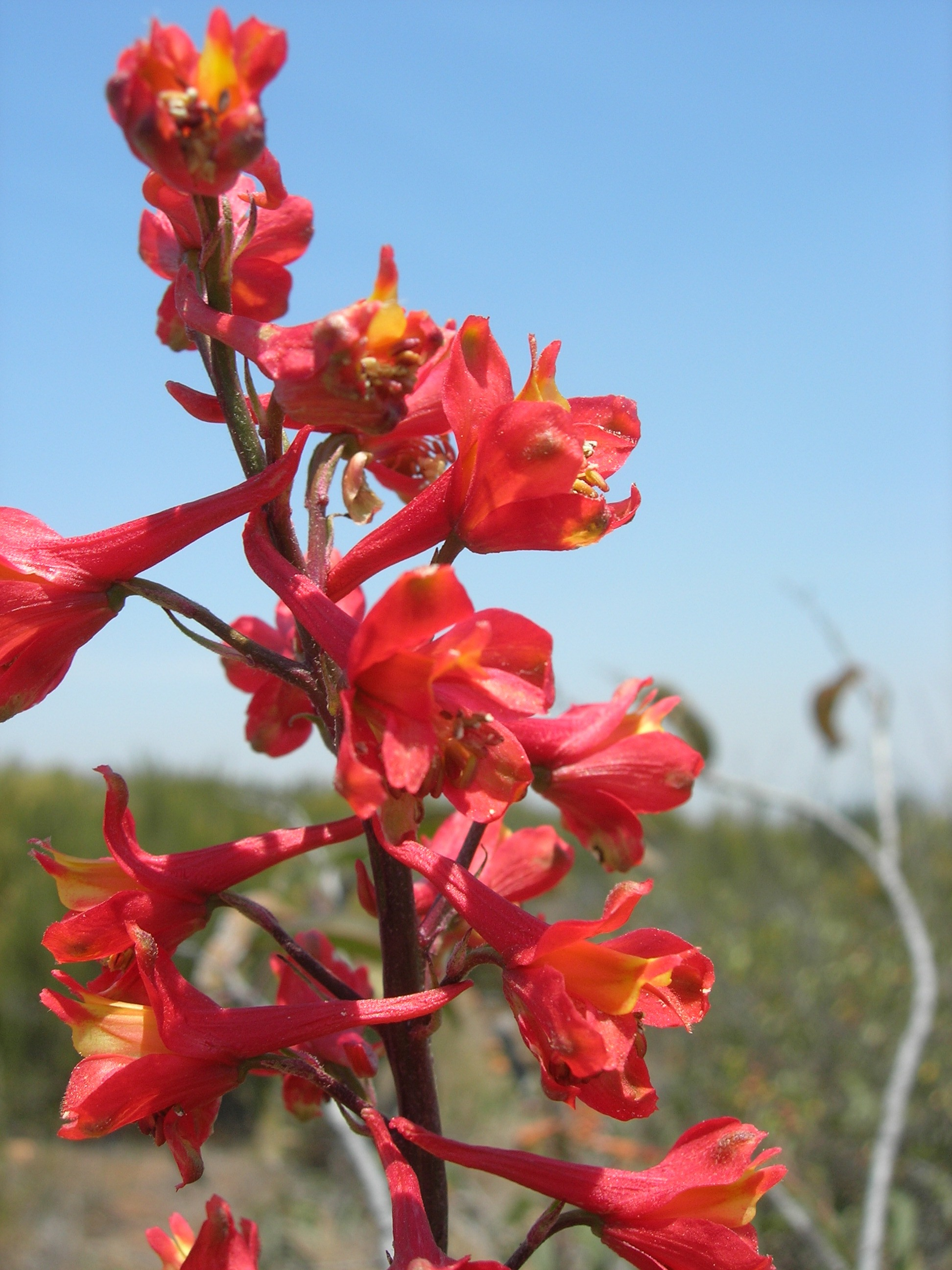
Červenokvětý druh D. cardinale
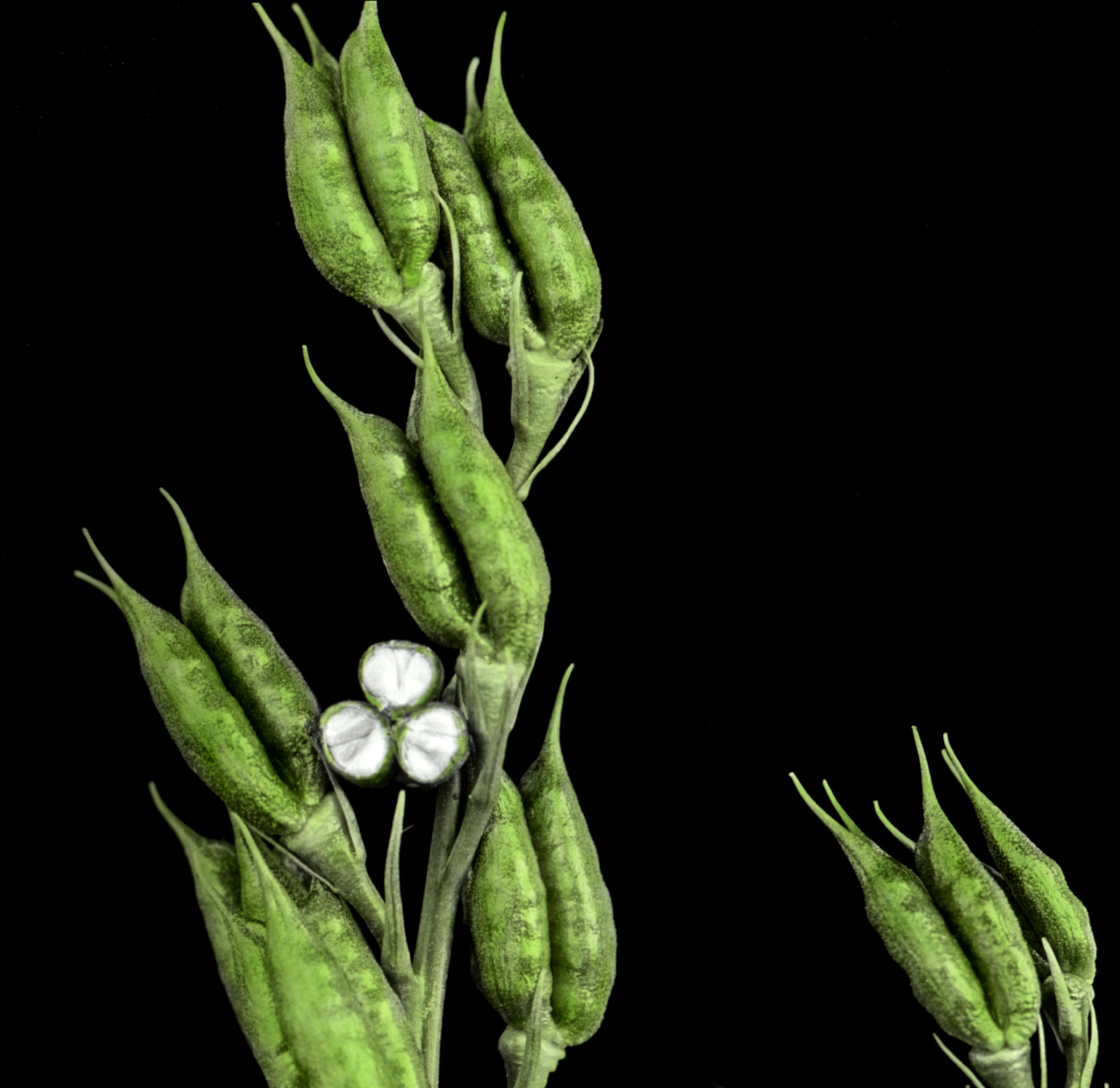
Plody stračky

## Rozšíření
Rod zahrnuje asi 350 druhů. Je rozšířen v mírném pásu severní polokoule, několik druhů roste v subsaharské tropické Africe. Jeho areál zahrnuje většinu pevninské Eurasie i Severní Ameriky.
Stračky se vyskytují v celé Evropě s výjimkou Britských ostrovů a většiny Skandinávie. Největší areál má v rámci Evropy stračka vyvýšená. Je to také jediný druh vyskytující se v České republice, roste v montánních až subalpínských polohách většiny vyšších hraničních pohoří s výjimkou Beskyd. Z celé Evropy je udáváno celkem asi 14 druhů straček. Stračka karpatská je endemit západních Karpat a vyskytuje se výhradně na Slovensku a v jižním Polsku. V Alpách se vyskytují 3 druhy. Mimo stračky vyvýšené, rozšířené v celém pohoří, se v jihozápadních Alpách vyskytují druhy Delphinium dubium a D. fissum. Další druhy rostou v jižní a východní Evropě. Větší množství druhů se vyskytuje v Malé Asii a na Kavkaze.

## Obsahové látky a jedovatost
Stračky jsou jedovaté rostliny, které občas způsobují otravy dobytka. Hlavními účinnými látkami jsou různé diterpenické alkaloidy. Nejběžnější z nich je deltalin. U silně jedovatého druhu Delphinium nuttalianum bylo zjištěno celkem 27 různých alkaloidů. Mezi nejtoxičtější náleží methyllykakonitin, nudikaulin a 14-deaktylnudikaulin a další alkaloidy s 19 uhlíkovou kostrou. Mají podobný účinek jako kurare, blokují přenos nervového signálu acetylcholinem v kosterním svalstvu. Obsah alkaloidů je u různých druhů různý a také závisí na vegetačním stádiu rostliny. Nejvyšší obsah bývá před rozkvětem. Příznaky otravy se začínají objevovat asi 3 až 4 hodiny po požití rostliny a zahrnují zejména svalový třes, slabost a neschopnost stát. V těžších případech nastupuje paralýza, nadýmání a smrt. Na otravu je citlivý zejména hovězí dobytek a také koně, kteří ale rostlinu jen zřídkakdy konzumují. Naproti tomu ovce jsou poměrně rezistentní.
Ze semen jihoevropské stračky jedovaté byl izolován alkaloid delfinin. Je znám již od roku 1819. Účinek je podobný působení akonitinu z oměje, je však o něco slabší. Při požití způsobuje slinění, dávení, kolísavou chůzi a těžký dech. Smrt nastává do 24 hodin. Na pokožku působí dráždivě.

Alkaloid delfinin

## Taxonomie
Rod Delphinium je v rámci čeledi Ranunculaceae řazen do podčeledi Ranunculoideae a tribu Delphinieae. Podle výsledků fylogenetických studií není monofyletický a jeho vývojový strom je promísen větvemi rodů Consolida (ostrožka) a Aconitum (oměj).

## Zástupci
- stračka jedovatá (Delphinium staphisagria)
- stračka karpatská (Delphinium oxysepalum)
- stračka Pawlowského (Delphinium × pawlowskii, D. elatum × oxysepalum)
- stračka vyvýšená (Delphinium elatum)[12][10]

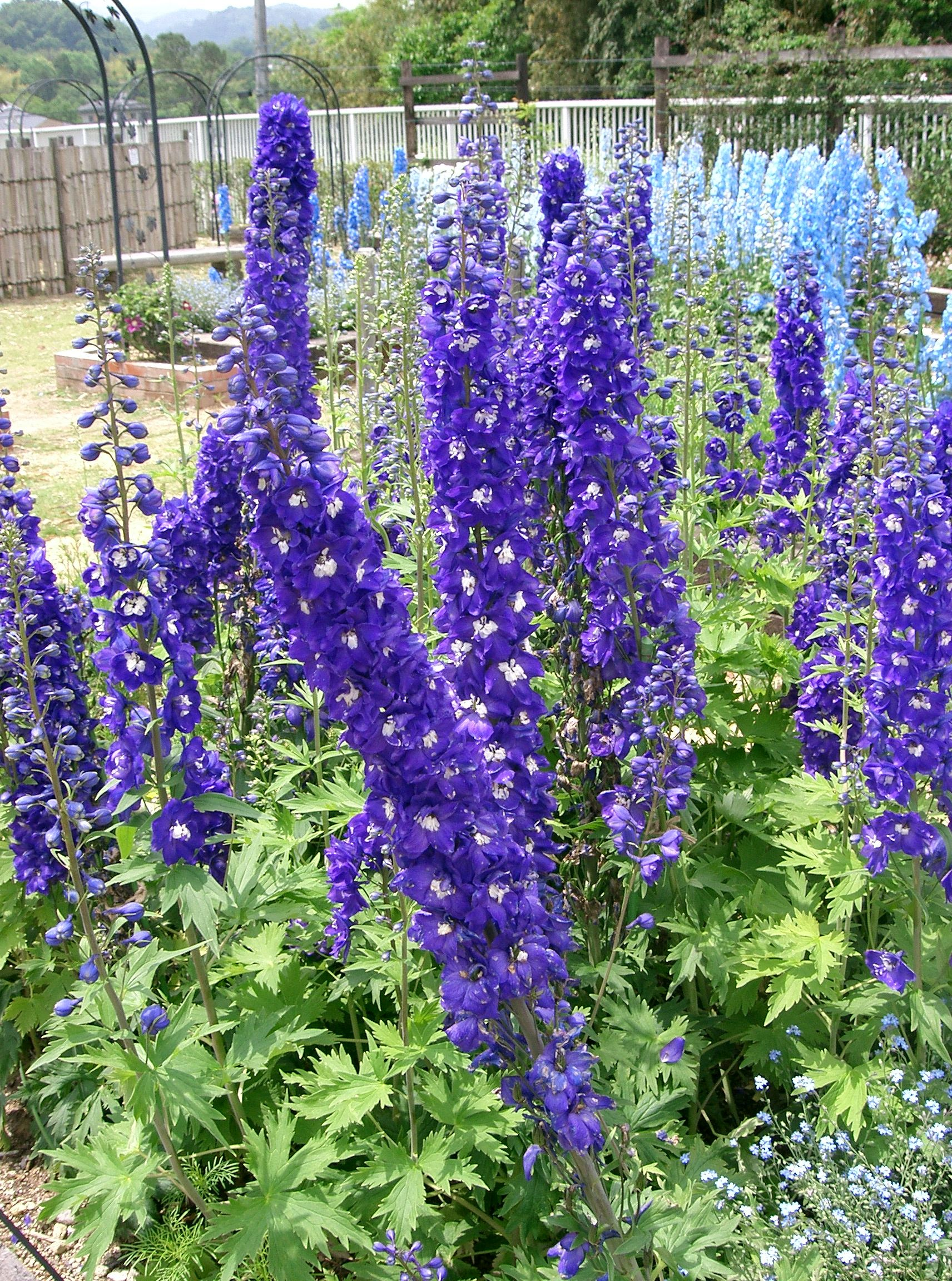
Zahradní hybrid Delphinium x cultorum

## Význam
Stračky jsou pěstovány jako zahradní trvalky. Byla vyšlechtěna řada hybridů a okrasných kultivarů s různě zbarvenými květy, některé i plnokvěté. Nejoblíbenější barva je modrá. Některé především méně vzrůstné druhy jsou pěstovány jako skalničky, mezi jinými Delphinium decorum, D. nudicaule a D. grandiflorum. Stračky vyžadují světlé až polostinné stanoviště. Vysoké druhy jsou citlivější na delší horká období. Potřebují dobré hnojení. Množí se dělením nebo bazálními řízky, botanické druhy i výsevem semen.
Některé druhy jsou využívány v indické Ájurvédě.
Semena stračky jedovaté byla v minulosti hojně používána jako účinný prostředek k hubení vší.